# فيلي روجرز (لاعب كرة سلة)
فيلي روجرز (11 سبتمبر 1945 في الولايات المتحدة - ) (بالإنجليزية: Willie Rogers)‏ هو لاعب كرة سلة أمريكي في مركز مدافع مسدد الهدف. لعب مع Oklahoma Sooners ‏.

## وصلات خارجية
- فيلي روجرز على موقع سبورتس رفرنس (الإنجليزية)
- فيلي روجرز على موقع كلية كرة السلة في سبورتس رفرنس.كوم (الإنجليزية)
- فيلي روجرز على موقع ريلجم (الإنجليزية)
- فيلي روجرز على موقع بروبوليرز (الإنجليزية)